# Мехмед-бей Дулкадирид
Насир ад-Дин Мехмед-бей (тур. Nâsıreddin Mehmed Bey; ум.1442) — правитель бейлика (эмирата) Дулкадирогуллары в 1399—1442 годах. Сын Халила-бея Дулкадирида. Бейлик был расположен на буферных землях между мамлюкским и османским султанатами, которые претендовали на контроль над этими территориями. Мехмед пришёл к власти с помощью оcманского султана Баязида I. Во время его правления бейлик был завоёван и разграблен Тамерланом. После ухода Тамерлана из Анатолии, Мехмед-бей восстановил бейлик. На протяжении всего правления Мехмед-бей оставался союзником и османских, и мамлюкских султанов. Он правил более 40 лет и прожил более 80 лет.
Одна из  дочерей Мехмеда-бея была женой сначала эмира Джанибея ас-Суфи, а затем мамлюкского султана аз-Захира Джакмака. Другая дочь, Эмине,  была женой Мехмеда Челеби и матерью османского султана Мурада II.

## Биография

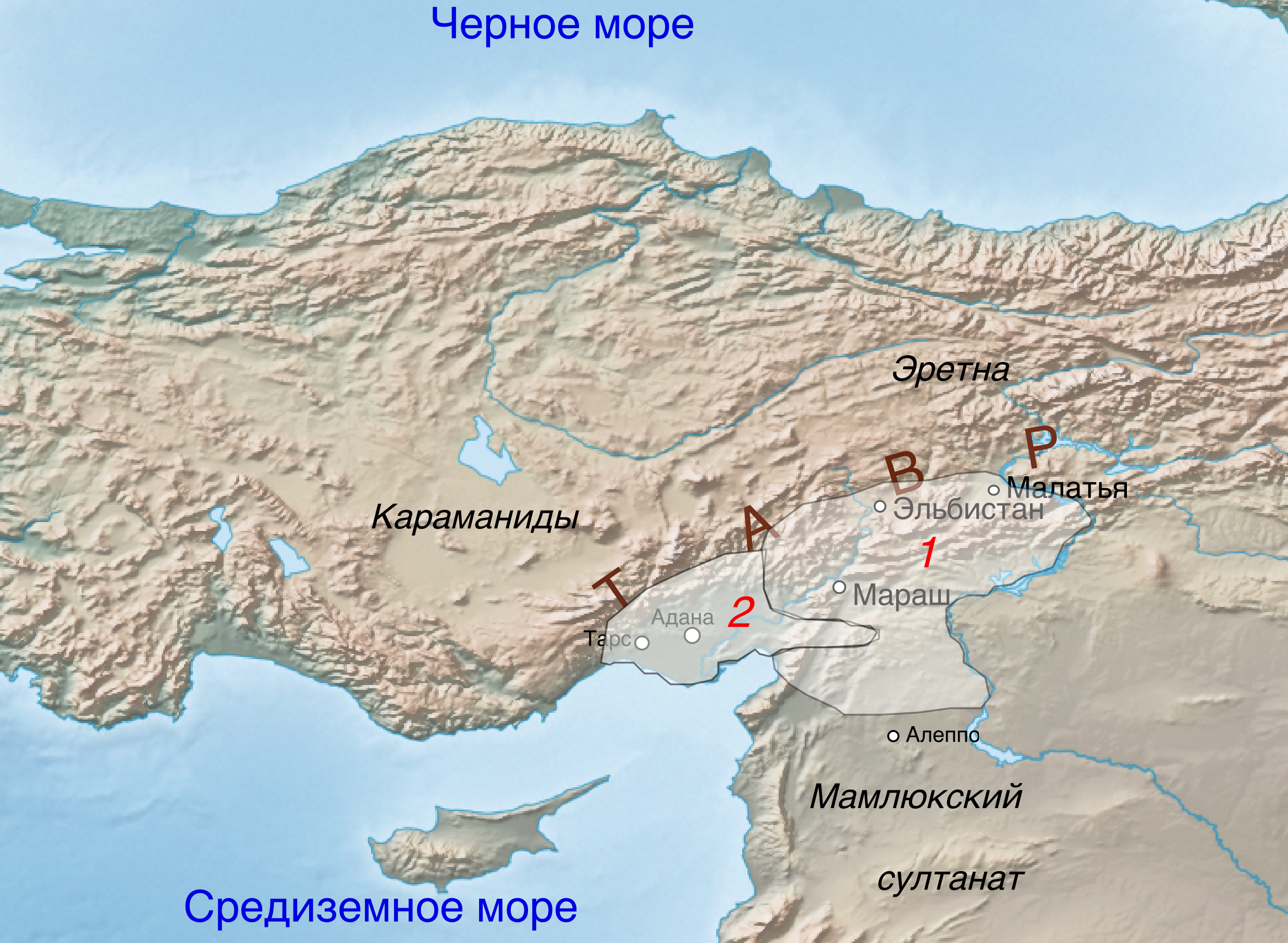
Буферные бейлики Дулкадирогуллары и Рамазаногуллары.

Отцом Мехмеда-бея был Халил-бей. После убийства Халила в 1386 году по приказу мамлюкского султана Баркука, беем стал другой сын Халила, Сули-бей. Сули-бей правил до 1398 года и тоже был убит по приказу Баркука. Затем к власти пришёл сын Сули-бея, Садака-бей, но его правление длилось лишь три месяца, османский султан Баязид I сместил Садаку и возвёл Мехмеда на трон Дулкадира.

Мехмед-бей пришёл к власти в бейлике в то время, когда Тамерлан готовил поход в Малую Азию. В отличие от своих предшественников — Сули-бея и Садаки-бея — Мехмед стал беем при помощи Баязида, поэтому его армия воевала против Тамерлана. В 1400 году во время осады Тамерланом Сиваса дулкадирские отряды напали на осаждающих и угнали лошадей. В ответ Тамерлан сразу после захвата Сиваса направил армию на Дулкадир. Вернувшись в Сирию, Тамерлан послал против Мехмеда армию, ещё раз разбившую войско бейлика в 1401 году около Тадмура. В Дулкадире было конфисковано одних только овец двести тысяч. Шарафаддин Язди в Зафар-наме писал об этом так, возвеличивая Тамерлана и принижая его врагов:
В то время, когда Сахибкиран осаждал крепость Сивас, шайка воров пришла из Абулистана и украла коней победоносного войска. Когда Сахибкиран освободился от дел крепости, направился в сторону Абулистана. <...> Царевич и беки в авангарде дошли до Абулистана. Туркмены, услышав об этом, вышли из города, бежали в горы и степи, скитались. Доблестный царевич ускоренно преследовал и настиг их. Одним натиском смели их, многих из них убили, взяли неисчислимо много лошадей, лошаков, верблюдов, овец и, вернувшись, присоединились к Сахибкирану.Шарафаддин Язди

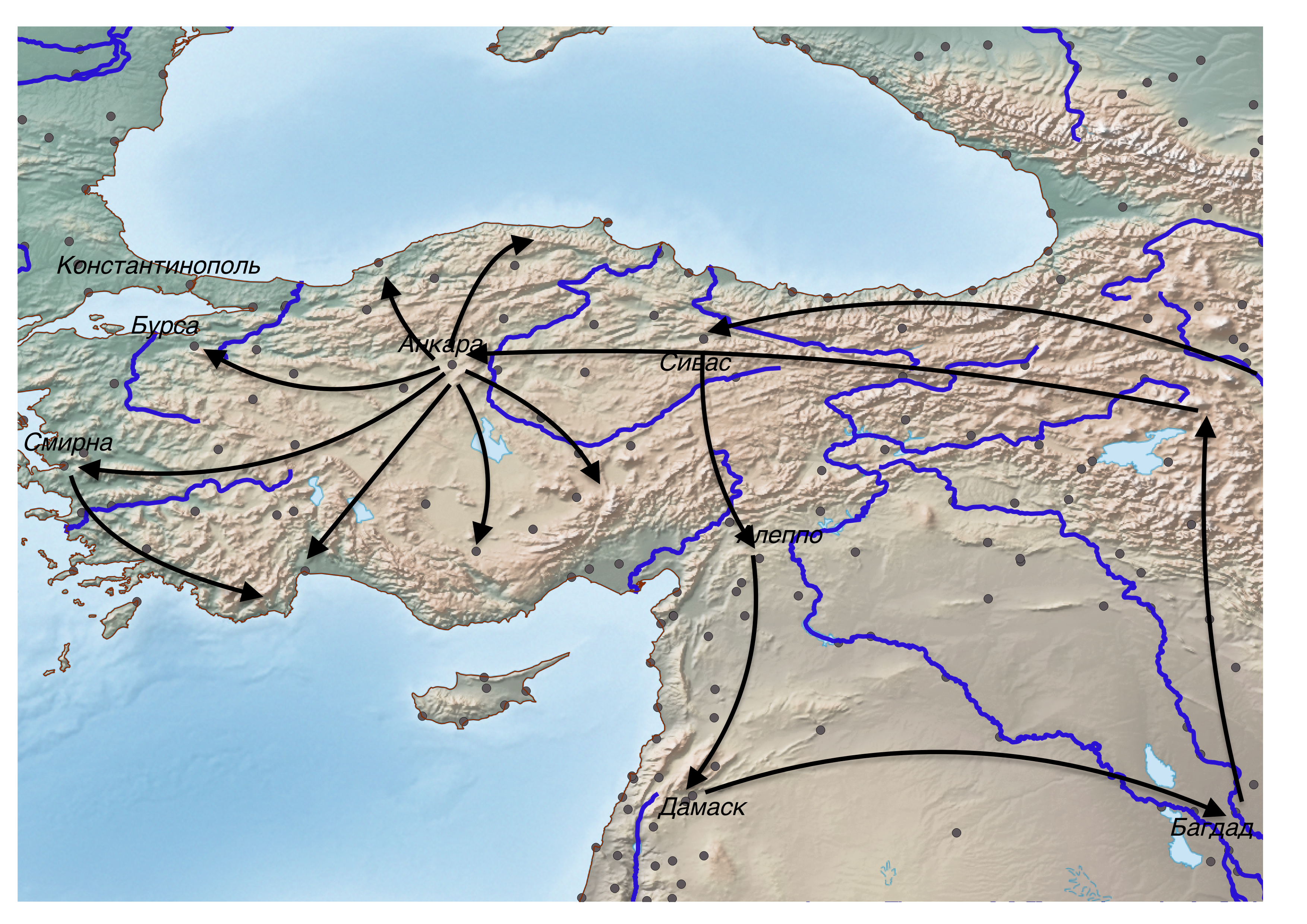
Поход Тамерлана в Анатолию.

В 1402 году Баязид I потерпел поражение от Тамерлана в битве при Анкаре. Тамерлан разделил Анатолию на десяток мелких государств, восстановив все бейлики, ранее покорённые османами, и вернул власть в бейликах бывшим династиям. Мехмед-бей, как и другие анатолийские беи, был вынужден подчиниться власти Тамерлана. Первоначальные земли османов Тамерлан разделил между тремя сыновьями Баязида. После этого в Османском государстве начался период османского междуцарствия, длившийся до 1413 года. После ухода Тамерлана из Анатолии Мехмед-бей опять стал собирать земли бейлика. На протяжении своего длительного правления Мехмед-бей оставался в дружеских отношениях и с мамлюкским Египтом, и с Мехмедом Челеби, который за время правления Мехмеда-бея смог заново объединить земли Османской империи. Мехмед Челеби был женат на Эмине, дочери (или сестре) Мехмеда-бея. Мехмед-бей помогал Мехмеду Челеби в борьбе с братьями. По мнению историков, победа над Исой была, в том числе, подготовлена союзом Мехмеда с туркменскими беями Анатолии — Караманидами и Дулкадиридами. А в 1412 году Мехмед-бей помог зятю, приведя войска для оказания помощи против Мусы Челеби.
В 1419 году Мехмед-бей принял участие в карательном походе мамлюков на Мехмеда-бея Караманида. Бею Дулкадира удалось победить, а после того, как Караманид скрылся в горах, настигнуть его и захватить в плен. Мехмед Караманид был отправлен в Каир. Наградой Мехмеду Дулкадириду стал Кайсери, который был передан ему мамлюкским султаном. Об этом событии в Кайсери напоминает построенное Мехмедом Дулкадиридом медресе Хатуние.
Бертрандон де ла Брокьер, путешествовавший по Сирии в 1432 году, написал:
Я прошел мимо страны Газерика и в ней есть господин, очень доблестный человек, как нам сказали, которого звали Сургадиролу (Surgadiroly),

которого сопровождают тридцать тысяч мужчин-туркменов и около ста тысяч женщин, которые так же доблестны и так же хороши, как мужчины.
После смерти в 1434 году Мехмеда Караманида, отпущенного в 1420 году из мамлюкского плена, его сын, Ибрагим-бей Караманид, смог вернуть себе Кайсери. В  1435 году  соперник султана Барсбея эмир Джанибей ас-Суфи со своими сторонниками осадил Малатью. 10 октября 1435 года Джанибек был неожиданно захвачен в плен Сулейманом, сыном Мехмеда-бея, и в кандалах отправлен в Эльбистан. Когда эта новость дошла до султана Барсбея, он немедленно отправил к Мехмеду требование выдать Джанибека в Каир. Согласно Ибн Хаджару  Сулейман намеревался обменять эмира на 5 000 динаров. Мехмед велел Сулейману  сказать Джанибеку, что его захватили только для того, чтобы добиться освобождения сына Мехмеда, Файяда. В тот момент Мехмед еще не знал, что Файяд и его жена освобождены и уже прибыли в Эльбистан. В декабре 1435 года  Мехмед освободил Джанибека, хотя посланник султана Барсбея прибыл в Эльбистан, намереваясь забрать пленника. В январе 1436 года посланник вернулся в Каир и сообщил об освобождении Джанибека Барсбею. Султан отправил против Дулкадиридов большую армию. Когда в марте 1436 года мамлюкская армия выступила из Алеппо и двинулась мимо Мараша в Эльбистан, Мехмед бежал из города. Мамлюкские войска полностью разграбили Эльбистан и его окрестности и ушли в Алеппо. Согласно египетским источникам, Эльбистан «был сожжён и разграблен — как [город], так и его деревни — и осталась бесплодная равнина».
9—10 июля 1436 года Мехмед с сыновьями были в армии Джанибека, когда при Айнтабе Джанибек потерпел поражение в битве с мамлюкской армией. Мамлюки преследовали бежавших Джанибека и Мехмеда  до Сиваса. Вскоре до Каира дошли известия, что Джанибек и Мехмед укрылись на османской территории, у Анкары. После этого османский султан  Мурад открыто поддержал Мехмеда в его конфликте с Ибрагимом Караманидом, и двинул свои армии к Кайсери. В ответ Барсбей направил в помощь Ибрагиму-бею деньги и оружие. В марте 1437 года Джанибек, Мехмед и его сын Сулейман присоединились к османскому наступлению на Кайсери. В результате Ибрагим и Мехмед заключили мир, при этом Кайсери отошел Мехмеду. 
Летом 1437 года Мехмед и Джанибек потерпели поражение от мамлюкской армии и Мехмед вновь укрылся на османской территории. В 1440 году Мехмед-бей отправился в Каир, чтобы восстановить отношения с мамлюкским султаном. Одна из его дочерей, Нефисе, стала женой мамлюкского султана аз-Захира Джакмака. В 1442 году (846 год Хиджры) Мехмед-бей умер. Ему было к моменту смерти более 80 лет. Наследовал ему его старший сын, Сулейман-бей.

## Семья
Одной их жён Мехмеда-бея была дочь Кади Бурханеддина. Поэтому после гибели Кади Бурханеддина примерно в 1398 году и захвата его государства Баязидом, султан отправил малолетнего сына Кади к Мехмеду-бею на воспитание.
Нефисе, дочь Мехмеда-бея, в 1435/36-1437 годах была женой эмира Джанибея ас-Суфи, а с 1440 года— мамлюкского султана Египта аз-Захира Джакмака. Она умерла от чумы в 1449 году.
Эмине, дочь Мехмеда-бея, была женой Мехмеда Челеби . Сыном Эмине, предположительно, был османский султан Мурад II. Мехмед Нешри писал о помолвке так: «Когда он (Мехмед Челеби) ел и пил в Токате <…> посланник прибыл из Дулькадуроглу. Долго разговаривали друг с другом и решили положить конец вражде. Они примирились. Тогда султан обручился с дочерью Дулкадароглу. Он принёс богатые подарки и обручальное кольцо». Часть историков относят брак по времени к 1403 году, когда Мехмед Челеби стал править частью бывших анатолийских владений Баязида с центром в Анкаре и разбил в битве при Чамурлу брата Ису.  Однако Э. Алдерсон полагал, что помолвка состоялась ещё в 1399 году, когда Баязид покорил Дулкадир, но брак был заключён позднее, в 1404 году когда положение Мехмеда стало более стабильным. По мнению Ф. Бабингера, её отцом с большей вероятностью был Сули Шабан-бей, дядя Мехмеда-бея, однако источники Бабингера неясны.